# Editura Shambala
Editura Shambala se ocupă cu publicarea lucrărilor de spiritualitate, terapie naturistă, metafizică și parapsihologie, pentru evoluția spirituală a omului. Editura Shambala își propune să fie ghidul spiritual al cititorilor care aspiră la cunoașterea realităților profunde ale existenței și la desavârșirea lor ca ființe umane.